# Thripadectes ignobilis
Thripadectes ignobilis là một loài chim trong họ Furnariidae.